# 覺來弦
覺來 弦（かくらい げん、1985年11月16日 - ）は、日本のラグビー選手。

## プロフィール
- 神奈川県出身。
- ポジションはフランカー(FL)。
- 身長 186cm、体重 97kg
- 関東代表に選ばれたことがある[1]。

## 略歴
2004年、桐蔭学園高校卒業後、早稲田大学に入る。
2008年、早稲田大学卒業後、日本IBMビッグブルーに加入。同年12月20日に行われたジャパンラグビートップリーグ第10節のヤマハ発動機ジュビロ戦に途中出場で公式戦初出場を果たす。 
2009年、横河武蔵野アトラスターズに加入。
2010年、リコーブラックラムズに加入。
2013年、リコーブラックラムズを退団した。